# أساسنز كريد: السراب
أساسنز كريد: السراب (بالإنجليزية: Assassin's Creed Mirage) هي لعبة فيديو نوع أكشن-مغامرات وعالم مفتوح من سلسلة ألعاب أساسنز كريد، اللعبة من تطوير يوبي سوفت، صدرت في 5 اكتوبر 2023 لأجهزة إكس بوكس سيريس إكس وسيريس إس، إكس بوكس ون، بلاي ستيشن 5، بلاي ستيشن 4، ولمتجر إيبك غيمز ومنصة أمازون لونا. تقع أحداثها في مدينة بغداد في الدولة العباسية، يُركز هذا الجزء على التخفي والباركور والأغتيالات مثلما كانت اجزاء اللعبة في البداية حيث تم التقليل من عناصر تقمص الأدوار (بالإنجليزية: RPG).

## القصة
تدور أحداث ميراج في عاصِمة الخِلافة العَبَّاسيَّة بغداد خلال العصر الذهبي للإسلام، تبدأ الأحداث خلال فوضى سامراء عام 861 م، والتي كانت عبارة عن فترة من عدم الاستقرار الداخلي الشديد الذي صَدَع الخلافة العباسية، تدور أحداث اللعبة قبل عقد من أحداث أساسنز كريد فالهالا، وتتمحور حول بطلِها، باسم بن إسحاق، والتي تصور انتقاله من لص شوارع إلى شخص مُستتر ينضم إلى الحشَّاشون، تحت وصاية معلمه روشان بنت لا أحد، مثل ألعاب أساسنز كريد السابقة، تتميز ميراج بعدد من الشخصيات المبنيَّة على شخصيَّات تاريخيَّة، بما في ذلك الخليفة المتوكل على الله، وعلي بن محمد، قائد ثورة الزنج، والإخوة من بني موسى، وهم ثلاثي من العلماء والمخترعين، وكذلك محمد بن طاهر، آخر والي طاهري على خراسان، والخليفة المعتز بالله (أبو عبد الله) وأُمَّهُ قبيحة، بالإضافة إلى الجاحظ، وعريب المأمونية.

## طريقة اللعب
مدة قصة اللعبة بدون المهام الجانبية من 15-20 ساعة، تدور أحداث اللعبة في بغداد مُقسمة على أربع مناطق، ويستطيع اللاعبين زيارة قلعة ألموت، وفي هذا الجزء توجد الكثير من الأسلحة مثل السكاكين والقنابل الدخانية وسكين الأساسن المخفية الخاصة، تحتوي اللعبة على الترجمة والدبلجة باللغة العربية، كذلك لا يوجد مراحل في العصر الحديث التي تكون خارج جهاز الانيموس.
أساسنز كريد ميراج هي لعبة أكشن-مغامرات وتسلل، صُممت لاستعادة أجواء الأجزاء الكلاسيكية من سلسلة أساسنز كريد، مع التركيز على السرد القصصي وتقليل العناصر الخاصة بألعاب تقمص الأدوار التي أصبحت أكثر بروزًا في الإصدارات الحديثة. تعتمد أسس أسلوب اللعب على الباركور، والقتال القريب، والتخفي. وفيما يخص مهام الاغتيال، تستخدم اللعبة تصميم "الصندوق الأسود" الذي ظهر سابقًا في أساسنز كريد يونيتي وأساسنز كريد سنديكيت، حيث يتعين على اللاعبين استكشاف البيئة المحيطة لاكتشاف طرق مختلفة للوصول إلى الأهداف والقضاء عليها.

### عالم اللعبة
تدور أحداث اللعبة بشكل رئيسي في مدينة بغداد، والتي تنقسم إلى أربعة أحياء رئيسية: المدينة المستديرة، والكرخ، والعباسية التي تضم بيت الحكمة، والحربية. كما تشمل اللعبة بلدات أصغر مثل الأنبار وجرجرایا، الواقعتين في ضواحي المدينة. بالإضافة إلى ذلك، تظهر قلعة ألموت، المقر الرئيسي لتنظيم الخفيين، خلال بعض المهام، لكنها تظل غير متاحة للاستكشاف خارج سياق القصة. تتميز بغداد في ميراج بحجم أصغر مقارنة بعوالم الإصدارات الحديثة من السلسلة، مما يجعلها أقرب في الحجم إلى تصاميم باريس في يونيتي والقسطنطينية في ريفليشنز.

### أسلوب اللعب
على غرار الأبطال السابقين في السلسلة، يمتلك باسم، بطل اللعبة، ترسانة متنوعة من الأسلحة والأدوات، تشمل النصل الخفي المميز، وقنابل الدخان، والسكاكين القابلة للرمي، والسهام السامة. يمكن ترقية هذه الأسلحة والأدوات عبر شجرة المهارات، مما يتيح تطبيق تأثيرات مختلفة عليها. كما يمكن لباسم استخدام رؤية النسر، بالإضافة إلى رفيقه الطائر "إنكيدو"، وهو نسر شرقي إمبراطوري مستوحى من شخصية إنكيدو في الميثولوجيا الرافدينية، ويُستخدم لاستكشاف المناطق المحيطة. بخلاف الإصدارات السابقة التي تضمنت رفاقًا طائرين، فإن القناصين الأعداء قادرون على اكتشاف إنكيدو وإطلاق النار عليه، مما يتطلب القضاء عليهم قبل إعادة استخدامه.

### الميكانيكيات الجديدة
تُقدّم ميراج ميزة جديدة تُعرف بـ "تركيز الأساسن"، والتي تتيح للاعب القضاء على عدة أعداء في وقت واحد، ويتم إعادة شحنها عبر تنفيذ اغتيالات تخفية. عند تفعيل القدرة، يتوقف الزمن مؤقتًا، ويستطيع اللاعب تحديد ما يصل إلى خمسة أعداء ليقوم باسم بالقضاء عليهم بسرعة متتالية.
كما تم إضافة أعمدة منتشرة في بغداد يمكن استخدامها لعبور الفجوات الواسعة، إلى جانب تحسين حركات الجري والتنقل لجعلها أكثر انسيابية وسلاسة، حيث استلهم فريق التطوير حركات باسم من أساليب الساموراي، والنينجا، وحتى الجيداي في بعض الجوانب.

## التطوير والإصدار
قبل الإعلان الرسمي عن اللعبة خلال حدث Ubisoft Forward في 10 سبتمبر 2022، تم تسريب تفاصيل حول ميراج تحت الاسم الرمزي "ريفت"، حيث كُشف أن المشروع بدأ كإضافة توسعية للعبة أساسنز كريد فالهالا قبل أن يتم تحويله إلى إصدار مستقل.

### التصميم والتوجه الفني
تم وصف ميراج بأنها تجربة أصغر حجمًا مقارنة بالإصدارات الحديثة من السلسلة، حيث تستغرق الحملة الرئيسية حوالي 15 إلى 20 ساعة، مما يجعلها أقرب في مدتها إلى الألعاب الكلاسيكية في السلسلة. وقد تم تطويرها للاحتفال بالذكرى السنوية الخامسة عشرة للسلسلة، حيث استخدم المطورون التكنولوجيا التي طُوّرت من أجل فالهالا لإنشاء لعبة تُكرّم الإصدار الأول من أساسنز كريد.

### الدبلجة العربية والمحتوى التعليمي
في 4 يونيو 2023، تم الإعلان عن أن ميراج ستكون أول لعبة في السلسلة تتضمن دبلجة عربية بالكامل، حيث يؤدي الممثل الأردني إياد نصار صوت باسم في هذا الإصدار.
تتضمن اللعبة قاعدة بيانات تعليمية حول تاريخ بغداد، يتم فتح مقالاتها تدريجيًا مع تقدم اللاعب في اللعبة. تسلط هذه المقالات الضوء على الثقافة العباسية في القرن التاسع، مدعومة بصور فوتوغرافية لمقتنيات تاريخية مأخوذة من مجموعة خليلي، ومجموعة ديفيد، ومؤسسة دوريس ديوك للفنون الإسلامية، ومعهد العالم العربي. شارك في إنشاء هذه القاعدة أربعة خبراء أكاديميين في الفن الإسلامي، كما حصل المشروع على دعم مالي من مجلس الأبحاث الاقتصادية والاجتماعية في المملكة المتحدة ومن مؤسسة بركات الخيرية.

### التقنيات الحديثة في اللعب
تدعم ميراج التوافق مع سترة لمسية خاصة طُوّرت بالتعاون مع شركة Owo المتخصصة في تقنيات الألعاب. تعد هذه السترة بدلة لاسلكية مصممة لنقل الإحساس بالحركة عبر الجزء العلوي من الجسم والذراعين، مما يضيف طبقة جديدة من الانغماس في التجربة.
صدرت اللعبة في 5 أكتوبر 2023 على إكس بوكس سيريس إكس/ إس، إكس بوكس ون، بلاي ستيشن 5، بلاي ستيشن 4، أمازون لونا وقد صدرت نسختين للعبة وهي النسخة القياسية والديلوكس.

## روابط خارجية
أساسنز كريد: ميراج على موقع IMDb (الإنجليزية)